# 千葉県道152号一宮椎木長者線

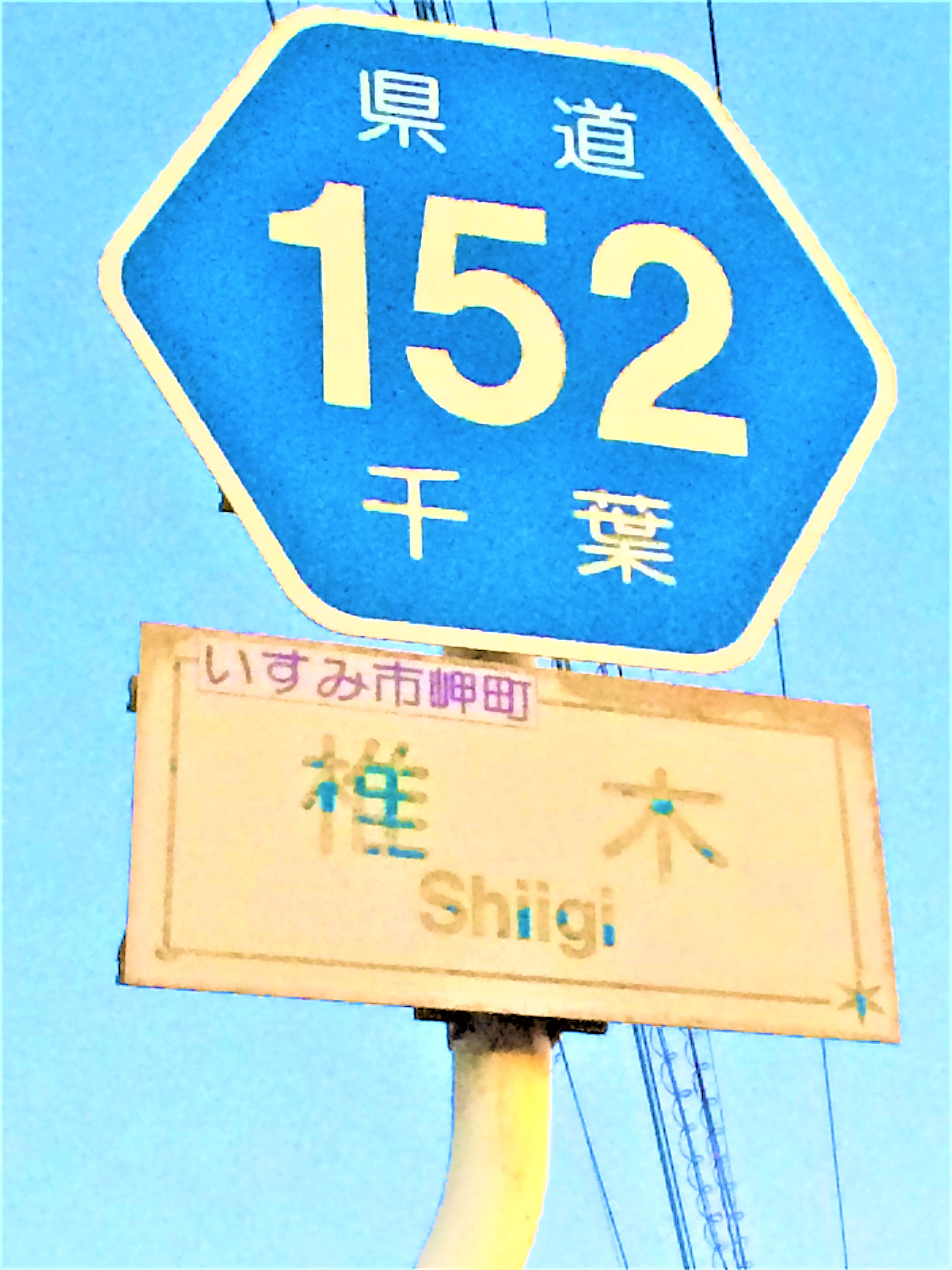
いすみ市岬町椎木（2021.1.1）

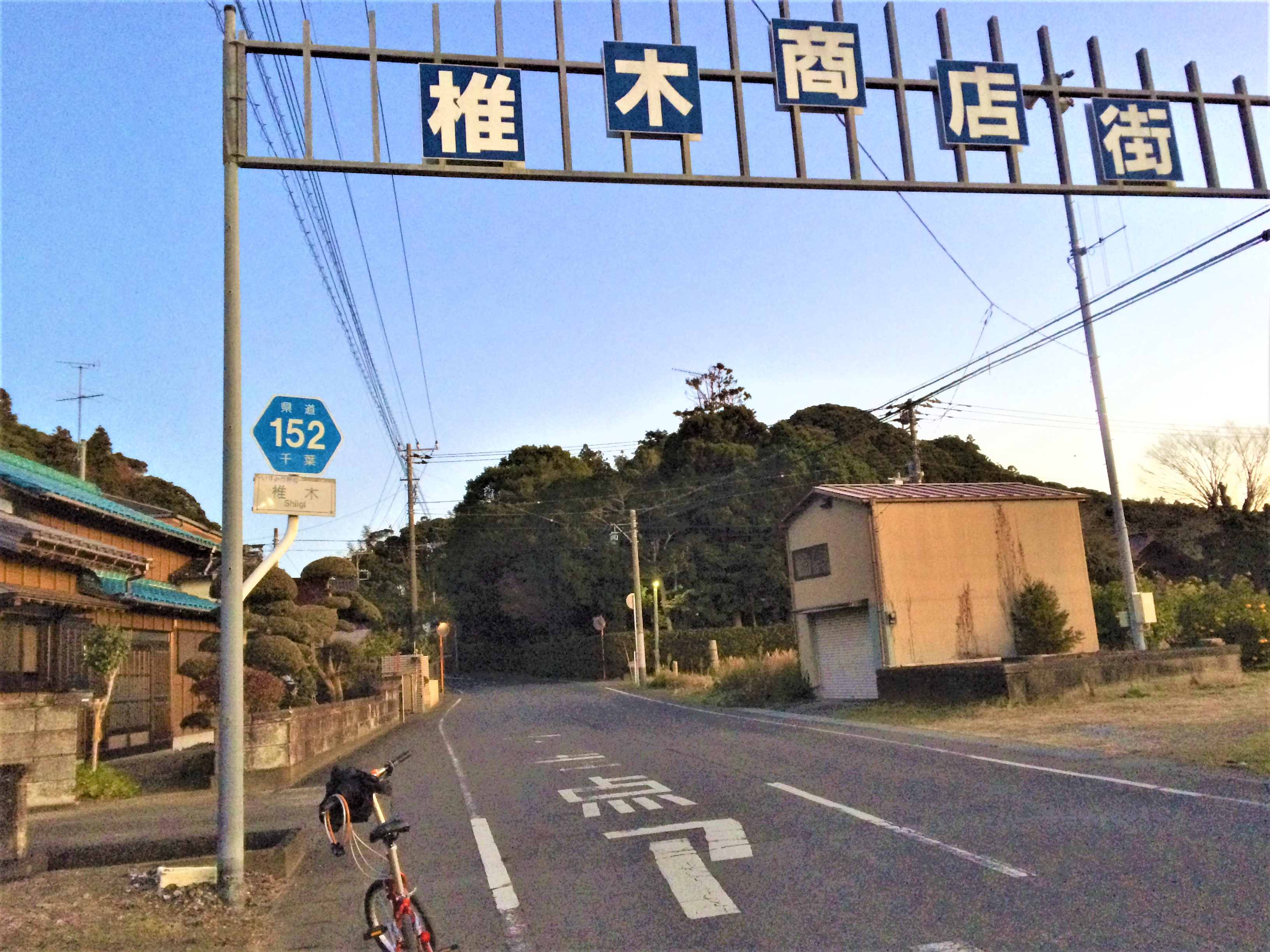
いすみ市岬町椎木（2021.1.1）

千葉県道152号一宮椎木長者線（ちばけんどう152ごう いちのみやしいぎちょうじゃせん）は、千葉県長生郡一宮町といすみ市を結ぶ一般県道。江戸時代の街道であった房総東往還の道筋である。

## 路線データ
- 起点：長生郡一宮町東浪見（東浪見交差点、国道128号交点）
- 終点：いすみ市岬町江場土（江場土交差点、国道128号交点）
- 総延長：7.353 km（長生土木事務所管内：1.976 km、夷隅土木事務所管内：5.377 km[1]）
- 重用延長：なし（長生土木事務所管内：0.0 km、夷隅土木事務所管内：0.0 km）
- 実延長：7.353 km（長生土木事務所管内：1.976 km[2]、夷隅土木事務所管内：5.377 km[1]）

## 路線状況

### 道路施設
- 福原橋（夷隅川、いすみ市岬町椎木 - 同市岬町東中滝）

## 地理

### 通過する自治体
- 長生郡一宮町
- いすみ市

### 交差する道路
- 国道128号 - 一宮町東浪見（起点）
- 千葉県道153号夷隅太東線 - いすみ市岬町椎木（椎木三差路）
- 千葉県道154号夷隅長者線 - いすみ市岬町長者（岬町長者交差点）
- 千葉県道230号長者町停車場線 - いすみ市岬町長者
- 国道128号 - いすみ市岬町江場土（江場土交差点、終点）